# فيفتي فيفتي (فرقة موسيقية)
فيفتي فيفتي ( (هانغل: ; ر.ر: Pipeuti Pipeuti) تكتب Fifty Fifty ) هي فرقة فتيات كورية جنوبية شكلتها شركة أتراكت في عام 2022. تتكون المجموعة من أربعة أعضاء: Saena و Aran و Keena و Sio. ظهرت فيفتي فيفتي في 18 نوفمبر 2022 بأغنية "Higher" من أول ألبوم لهم The Fifty .

## التسمية
اسم المجموعة ، Fifty Fifty ، يعني " 50 الخيال مقابل 50 الواقع" ، مما يوصل رسالة مفادها أن هناك فرصة بنسبة 50٪ للواقع وفرصة 50٪ للحلم ، وأيضًا تطمح الفرقة أن يكونوا 100 كاملة مع معجبيهم . تم تعريف الألبوم الذي ستقدمه الفرقة بأنه "نموذج مشرق ومليء بالأمل يتعايش في الحياة مع واقع مؤلم ومليء بالمصاعب ، ويحتوي على قلق غامض بشأن المستقبل وتوقع مثير في وقت واحد." 

## التاريخ

### قبل الظهور
قبل ترسيم الفرقة ، شاركت ساينا كمتسابقة في برنامج مسابقة الرقص KBS Dancing High [댄싱하이] . كانت جزءًا من فريق رقص هويا .

## أعضاء
- ساينا (새나) [2] - القائدة ، مغنية راب ، مغنية [3]
- أران (아란) [4] - مغنية ، مغنية راب [3]
- كينا (키나) [5] - مغنية راب ، مغنية [3]
- سيو (시오) [6] - راقصة ، مغنية [3]

## روابط خارجية
- باللغة الإنجليزية